# Fading Frontier
Fading Frontier är det sjunde studioalbumet av den amerikanska gruppen Deerhunter. Albumet är färgat av att sångaren Bradford Cox i december 2014 var inblandad i en trafikolycka. Skivan har beskrivits som mer komplex och positiv än sin föregångare. Låten "Leather and Wood" beskriver Cox upplevelse av olyckan.

## Låtlista
Alla låtar är skrivna och komponerade av Bradford Cox, förutom "Ad Astra" som är skriven av Lockett Pundt. 
| Nr | Titel            | Längd |
| -- | ---------------- | ----- |
| 1. | All the Same     | 3:05  |
| 2. | Living My Life   | 3:49  |
| 3. | Breaker          | 3:31  |
| 4. | Duplex Planet    | 2:40  |
| 5. | Take Care        | 4:12  |
| 6. | Leather and Wood | 5:55  |
| 7. | Snakeskin        | 4:20  |
| 8. | Ad Astra         | 5:32  |
| 9. | Carrion          | 2:58  |